# Eran Zahavi
Eran Zahavi (in ebraico ערן זהבי‎?; Rishon LeZion, 25 luglio 1987) è un calciatore israeliano con passaporto francese, centrocampista o attaccante del Maccabi Tel Aviv, di cui è anche capitano, e della nazionale israeliana.

## Biografia
Possiede il passaporto francese, dunque è comunitario. Nel giugno del 2012 si è sposato a Tel Aviv con Shay, sua connazionale e coetanea.

## Caratteristiche tecniche
È un centrocampista offensivo brevilineo che può occupare il ruolo del trequartista, quello della seconda punta e altri ruoli del centrocampo. Dotato di una buona visione di gioco, è in grado di servire i compagni con precisi assist ed è bravo con entrambi i piedi. Capace nei dribbling, ha un potente tiro destro ed è abile negli inserimenti.

## Carriera

### Club

#### Hapoel Tel Aviv ed Hapoel Ironi Rishon LeZion
Cresciuto nell'Hapoel Tel Aviv, nel gennaio del 2007 viene mandato in prestito all'Hapoel Ironi Rishon LeZion, dove resta fino alla fine della stagione 2007-2008. Nella prima annata gioca 17 partite di campionato segnando 2 gol nella seconda parte di stagione, mentre nella seconda ed ultima annata in prestito, disputata per intero, realizza 7 gol in 28 presenze di campionato, chiundendo così l'esperienza con 45 presenze e 9 gol nella seconda serie israeliana.
Tornato dal prestito nel 2008, diventa un titolare dell'Hapoel Tel Aviv. L'esordio con la squadra avviene il 17 luglio 2008, nell'andata del primo turno preliminare di Coppa UEFA contro i sammarinesi dello Juvenes/Dogana vinto per 3-0. Passato il turno, nella gara di ritorno del secondo turno vinto per 3-0 sui serbi del Vojvodina Novi Sad, segna la sua prima rete in ambito internazionale, realizzando il gol del momentaneo 2-0. Quindi, dopo 4 incontri di preliminari, gioca il doppio confronto perso in entrambi i casi per 2-1 contro i francesi del Saint-Étienne e valido per il primo turno del tabellone principale. In campionato (chiuso al secondo posto) gioca invece 28 partite segnando 7 reti, mentre nella coppa nazionale colleziona 8 presenze e segna 4 gol. Chiude dunque la prima stagione all'Hapoel Tel Aviv con 42 presenze e 12 gol complessivi.
Nella stagione 2009-2010 gioca 29 partite (con 9 gol) nella stagione regolare, le 5 partite (con 2 gol) dei play-off chiusi con la vittoria finale, 11 partite di Europa League di cui 4 nei preliminari ed 11 partite (con 2 gol) nella Coppa di Israele vinta, per un totale di 56 presenze e 13 reti.
Nella terza ed ultima stagione in Israele (2010-2011) gioca 28 partite (con 8 gol) nella stagione regolare, 4 partite (con un gol) nei play-off chiusi al secondo posto, 12 partite di Champions League di cui 6 nei preliminari (con 5 gol complessivi nella massima competizione internazionale europea) e 4 partite (con 3 gol) in Coppa di Israele, per un totale di 48 presenze e 17 reti, fra cui la doppietta nella quinta giornata del Girone B di Champions League decisiva per la vittoria per 3-0 sui portoghesi del Benfica, la rete in rovesciata nella giornata successiva, pareggiata per 2-2 contro i francesi del Lione (il suo gol è quello del momentaneo 2-1 per la sua squadra) e il gol nella finale della coppa di Stato vinta di misura sul Maccabi Haifa. Chiude l'esperienza all'Hapoel Tel Aviv con 146 presenze, 42 gol, e con un campionato e due coppe nazionali vinte.

#### Palermo
Il 28 giugno 2011 viene acquistato dalla squadra italiana del Palermo per 1,675 milioni di euro, con cui sottoscrive un contratto quinquennale, fino al 30 giugno 2016. Il Presidente del Palermo Maurizio Zamparini aveva ufficiosamente annunciato l'acquisto del giocatore, il primo israeliano della storia della società, il 10 maggio; il contratto è stato depositato presso la Lega il 30 giugno. La società gli ha messo subito a disposizione un insegnante di italiano.
Il 28 luglio fa l'esordio ufficiale in maglia rosanero in occasione della sfida di andata del terzo turno preliminare di Europa League allo Stadio Renzo Barbera contro gli svizzeri del Thun (2-2), giocando titolare. Gioca le due partite con la maglia nº 7, salvo poi cambiare numero passando alla casacca nº 16.
Il 18 settembre esordisce nel campionato italiano entrando in campo al 37' al posto di Edgar Álvarez in Atalanta-Palermo (1-0) della terza giornata. Tre giorni dopo debutta da titolare nel campionato italiano, segnando con un potente tiro da fuori area il suo primo gol sia in Serie A che con la maglia del Palermo a venti secondi dall'inizio della partita casalinga vinta per 3-2 contro il Cagliari. Il secondo e ultimo gol stagionale arriva contro il Bologna, decisivo per sbloccare la partita poi terminata 3-1, concludendo la stagione con un totale di 22 presenze (20 in campionato e 2 in Europe League). È utilizzato con frequenza sia da Devis Mangia che da Bortolo Mutti, salvo due periodi di assenza (dalla 14ª alla 19ª giornata e dalla 29ª alla 34ª giornata).
Il 26 luglio 2012, durante il ritiro pre-stagionale, si procura un trauma contusivo-distorsivo con interessamento del comparto esterno del ginocchio destro, che lo tiene fuori dai campi fino al 21 ottobre successivo, data della prima convocazione coincidente con l'ottava giornata di campionato pareggiata per 0-0 contro il Torino, rimanendo in panchina per tutto l'incontro. Torna in campo l'11 novembre seguente, in Palermo-Sampdoria (2-0) della dodicesima giornata, entrando in campo al 72' al posto di Franco Brienza. La prima partita da titolare la disputa invece il 27 novembre, in Palermo-Hellas Verona (1-2) del quarto turno di Coppa Italia. Durante la stagione in rosanero ottiene altre 2 presenze in campionato, quindi lascia la squadra a gennaio.

#### Maccabi Tel Aviv
Il 21 gennaio 2013 si trasferisce al Maccabi Tel Aviv, con cui firma un contratto – con ingaggio ridotto rispetto a quanto percepito nel Palermo – fino al 2016, tornando a giocare in Israele. Il cartellino è costato 250.000 euro più altri 250.000 nel caso in cui la squadra dovesse qualificarsi in Champions League nei prossimi cinque anni. A fine stagione vince il campionato giocando 6 partite nella stagione regolare e 10 nei play-off e segnando rispettivamente uno e 6 gol.
Nella stagione 2013-2014 vince il campionato (stagione regolare e play-off) di cui è anche il capocannoniere con 26 reti complessive.

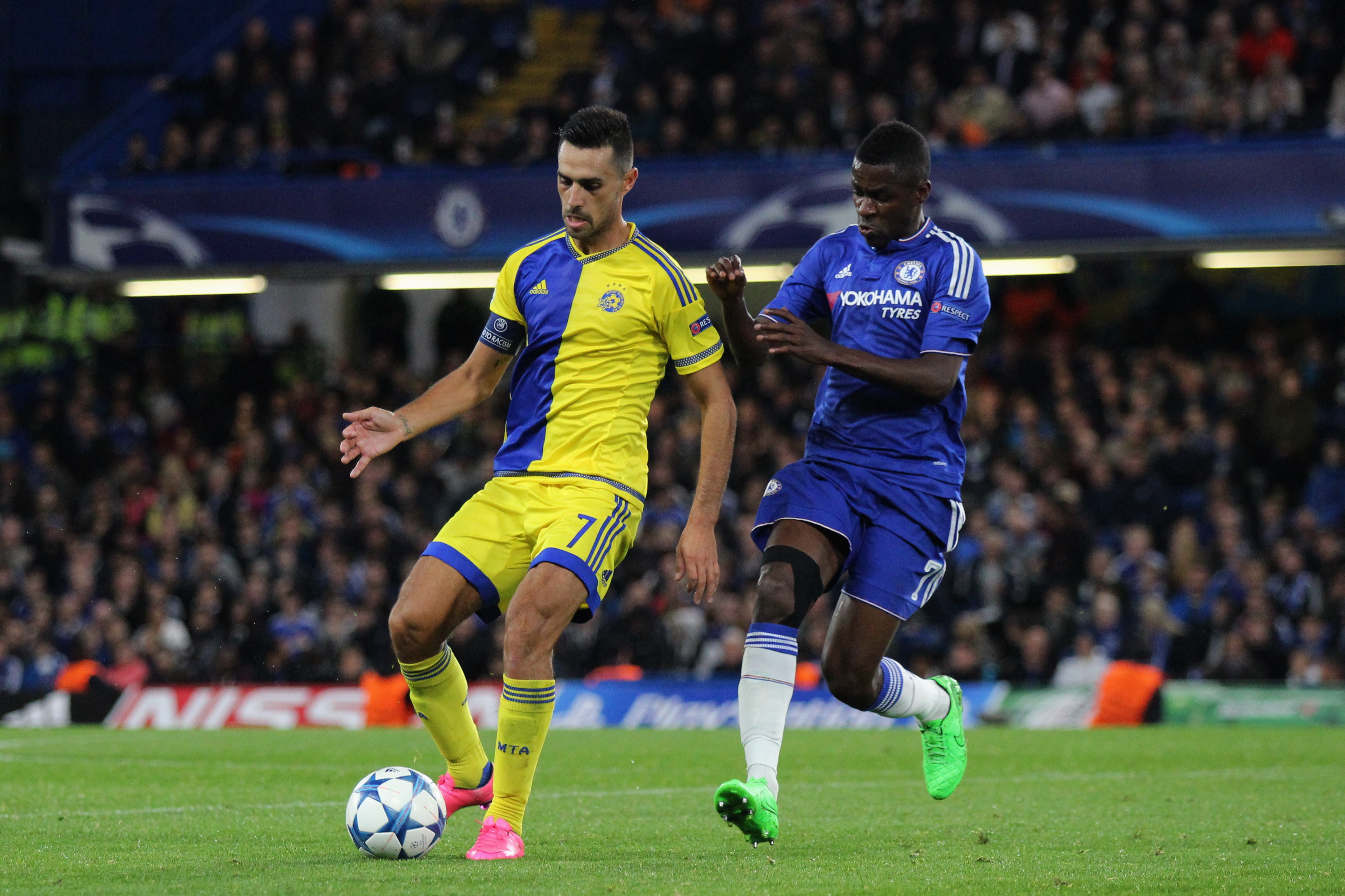
Zahavi con il Maccabi Tel Aviv nella partita di UEFA Champions League 2015-2016 contro il

#### Guangzhou R&F e PSV
Il 29 giugno 2016 viene acquistato a titolo definitivo dal Guangzhou R&F per otto milioni di dollari.
Nella stagione 2017 è il capocannoniere della Chinese Super League con 27 gol in 30 partite, cui si aggiungono 8 assist. Ottiene il quinto posto finale in classifica con la sua squadra. Lo stesso anno arriva alla semifinale di Coppa di Cina: nel torneo segna 4 gol in 4 partite. Nel 2019 si laurea ancora capocannoniere del campionato con 29 gol.
Il 20 settembre 2020, dopo 117 presenze e 103 gol in Cina, passa al PSV firmando un contratto biennale. Segna la sua prima doppietta il 10 gennaio 2021 nel big match con l’Ajax (2-2), entrando nella storia del club per aver realizzato il gol numero 5.000 in Eredivisie; l’ultimo giocatore che era riuscito a segnare una doppietta all’Ajax nei primi 20 minuti di gioco era stato Ricky van Wolfswinkel.

### Nazionale
Nel 2008, dopo una partita con la nazionale Under-21 israeliana, esordisce in nazionale maggiore il 2 settembre 2010 giocando da titolare la prima partita delle qualificazioni agli Europei 2012 vinta per 3-1 su Malta. La prima realizzazione con la nazionale maggiore arriva nel 2013, durante le qualificazioni per i Mondiali del 2014, è suo il gol della bandiera nella sconfitta per 3-1 contro la Russia.
Lascia la nazionale israeliana il 2 settembre 2017, dopo 39 presenze totali segnando 6 reti, in seguito alla partita persa per 0-1 contro la Macedonia, valida per le qualificazioni al Mondiale di Russia 2018: dopo che il pubblico aveva fischiato la squadra, il giocatore si è tolto la fascia da capitano, lanciandola in terra. Il giorno seguente l'IFA lo sospende per un anno, proibendogli di ricoprire in futuro lo stesso ruolo. Esattamente a distanza di un anno, nel settembre 2018 annuncia il suo ritorno in nazionale. Il 24 marzo 2019 realizza la sua prima tripletta con la maglia della nazionale, nella vittoria per 4-2 in casa contro l'Austria, partita valevole per le qualificazioni al campionato d'Europa 2020. Nella sfida successiva vinta per 3-0 in casa della Lettonia ha segnato un'altra tripletta.

## Statistiche

### Presenze e reti nei club
Statistiche aggiornate al 24 maggio 2025.
| Stagione                | Squadra                 | Campionato              | Campionato | Campionato | Coppe nazionali | Coppe nazionali | Coppe nazionali | Coppe continentali | Coppe continentali | Coppe continentali | Altre coppe | Altre coppe | Altre coppe | Totale | Totale |
| Stagione                | Squadra                 | Comp                    | Pres       | Reti       | Comp            | Pres            | Reti            | Comp               | Pres               | Reti               | Comp        | Pres        | Reti        | Pres   | Reti   |
| ----------------------- | ----------------------- | ----------------------- | ---------- | ---------- | --------------- | --------------- | --------------- | ------------------ | ------------------ | ------------------ | ----------- | ----------- | ----------- | ------ | ------ |
| 2006-gen. 2007          | Hapoel Tel Aviv         | Lh                      | 0          | 0          | -               | -               | -               | -                  | -                  | -                  | -           | -           | -           | 0      | 0      |
| gen.-giu. 2007          | Rishon LeZion           | LL                      | 17         | 2          | -               | -               | -               | -                  | -                  | -                  | -           | -           | -           | 17     | 2      |
| 2007-2008               | Rishon LeZion           | LL                      | 28         | 7          | -               | -               | -               | -                  | -                  | -                  | -           | -           | -           | 28     | 7      |
| Totale Rishon LeZion    | Totale Rishon LeZion    | Totale Rishon LeZion    | 45         | 9          |                 | -               | -               |                    | -                  | -                  |             | -           | -           | 45     | 9      |
| 2008-2009               | Hapoel Tel Aviv         | Lh                      | 28         | 7          | CI              | 8               | 4               | CU                 | 6                  | 1                  | -           | -           | -           | 42     | 12     |
| 2009-2010               | Hapoel Tel Aviv         | Lh                      | 34         | 11         | CI              | 11              | 2               | UEL                | 11                 | 0                  | -           | -           | -           | 56     | 13     |
| 2010-2011               | Hapoel Tel Aviv         | Lh                      | 32         | 9          | CI              | 4               | 3               | UCL                | 12                 | 5                  | -           | -           | -           | 48     | 17     |
| Totale Hapoel Tel Aviv  | Totale Hapoel Tel Aviv  | Totale Hapoel Tel Aviv  | 94         | 27         |                 | 23              | 9               |                    | 29                 | 6                  |             | -           | -           | 146    | 42     |
| 2011-2012               | Palermo                 | A                       | 20         | 2          | CI              | 0               | 0               | UEL                | 2                  | 0                  | -           | -           | -           | 22     | 2      |
| 2012-gen. 2013          | Palermo                 | A                       | 3          | 0          | CI              | 1               | 0               | -                  | -                  | -                  | -           | -           | -           | 4      | 0      |
| Totale Palermo          | Totale Palermo          | Totale Palermo          | 23         | 2          |                 | 1               | 0               |                    | 2                  | 0                  |             | -           | -           | 26     | 2      |
| gen.-giu. 2013          | Maccabi Tel Aviv        | Lh                      | 16         | 7          | CI+CdL          | 2+0             | 1               | -                  | -                  | -                  | -           | -           | -           | 18     | 8      |
| 2013-2014               | Maccabi Tel Aviv        | Lh                      | 34         | 29         | CI              | 1               | 1               | UCL+UEL            | 4+7                | 2+3                | -           | -           | -           | 46     | 35     |
| 2014-2015               | Maccabi Tel Aviv        | Lh                      | 32         | 27         | CI+CdL          | 5+4             | 5+1             | UCL+UEL            | 4+2                | 1+1                | -           | -           | -           | 48     | 35     |
| 2015-2016               | Maccabi Tel Aviv        | Lh                      | 36         | 35         | CI+CdL          | 6+2             | 3+1             | UCL                | 11                 | 8                  | SI          | 1           | 2           | 56     | 49     |
| 2016                    | Guangzhou R&F           | CSL                     | 15         | 11         | CC              | 4               | 6               | -                  | -                  | -                  | -           | -           | -           | 19     | 17     |
| 2017                    | Guangzhou R&F           | CSL                     | 30         | 27         | CC              | 4               | 4               | -                  | -                  | -                  | -           | -           | -           | 34     | 31     |
| 2018                    | Guangzhou R&F           | CSL                     | 26         | 20         | CC              | 3               | 2               | -                  | -                  | -                  | -           | -           | -           | 29     | 22     |
| 2019                    | Guangzhou R&F           | CSL                     | 28         | 29         | CC              | 0               | 0               | -                  | -                  | -                  | -           | -           | -           | 28     | 29     |
| gen.-set. 2020          | Guangzhou R&F           | CSL                     | 7          | 4          | CC              | 0               | 0               | -                  | -                  | -                  | -           | -           | -           | 7      | 4      |
| Totale Guangzhou R&F    | Totale Guangzhou R&F    | Totale Guangzhou R&F    | 106        | 91         |                 | 11              | 12              |                    | -                  | -                  |             | -           | -           | 117    | 103    |
| 2020-2021               | PSV                     | E                       | 25         | 11         | CO              | 2               | 0               | UEL                | 6                  | 6                  | -           | -           | -           | 33     | 17     |
| 2021-2022               | PSV                     | E                       | 25         | 11         | CO              | 4               | 1               | UCL+UEL+UECL       | 6+4+6              | 3+1+4              | SO          | 1           | 0           | 46     | 20     |
| Totale PSV              | Totale PSV              | Totale PSV              | 50         | 22         |                 | 6               | 1               |                    | 22                 | 14                 |             | 1           | 0           | 79     | 37     |
| 2022-2023               | Maccabi Tel Aviv        | Lh                      | 32         | 20         | CI+CdL          | 4+1             | 4+0             | UECL               | 4                  | 2                  | -           | -           | -           | 41     | 26     |
| 2023-2024               | Maccabi Tel Aviv        | Lh                      | 35         | 20         | CI+CdL          | 3+3             | 3+3             | UECL               | 14                 | 13                 | -           | -           | -           | 55     | 39     |
| 2024-2025               | Maccabi Tel Aviv        | Lh                      | 33         | 12         | CI+CdL          | 2+1             | 1+1             | UCL+UEL            | 2+5                | 0+0                | SI          | 1           | 1           | 44     | 15     |
| Totale Maccabi Tel Aviv | Totale Maccabi Tel Aviv | Totale Maccabi Tel Aviv | 218        | 150        |                 | 34              | 24              |                    | 53                 | 30                 |             | 2           | 3           | 306    | 207    |
| Totale carriera         | Totale carriera         | Totale carriera         | 536        | 301        |                 | 75              | 46              |                    | 106                | 50                 |             | 3           | 3           | 720    | 400    |

### Cronologia presenze e reti in nazionale
| Cronologia completa delle presenze e delle reti in nazionale ― Israele | Cronologia completa delle presenze e delle reti in nazionale ― Israele | Cronologia completa delle presenze e delle reti in nazionale ― Israele | Cronologia completa delle presenze e delle reti in nazionale ― Israele | Cronologia completa delle presenze e delle reti in nazionale ― Israele | Cronologia completa delle presenze e delle reti in nazionale ― Israele | Cronologia completa delle presenze e delle reti in nazionale ― Israele | Cronologia completa delle presenze e delle reti in nazionale ― Israele |
| Data                                                                   | Città                                                                  | In casa                                                                | Risultato                                                              | Ospiti                                                                 | Competizione                                                           | Reti                                                                   | Note                                                                   |
| ---------------------------------------------------------------------- | ---------------------------------------------------------------------- | ---------------------------------------------------------------------- | ---------------------------------------------------------------------- | ---------------------------------------------------------------------- | ---------------------------------------------------------------------- | ---------------------------------------------------------------------- | ---------------------------------------------------------------------- |
| 2-9-2010                                                               | Ramat Gan                                                              | Israele                                                                | 3 – 1                                                                  | Malta                                                                  | Qual. Euro 2012                                                        | -                                                                      | 51’                                                                    |
| 7-9-2010                                                               | Tbilisi                                                                | Georgia                                                                | 0 – 0                                                                  | Israele                                                                | Qual. Euro 2012                                                        | -                                                                      | 61’                                                                    |
| 17-11-2010                                                             | Tel Aviv                                                               | Israele                                                                | 3 – 2                                                                  | Islanda                                                                | Amichevole                                                             | -                                                                      | 70’                                                                    |
| 9-2-2011                                                               | Tel Aviv                                                               | Israele                                                                | 0 – 0                                                                  | Serbia                                                                 | Amichevole                                                             | -                                                                      |                                                                        |
| 4-6-2011                                                               | Riga                                                                   | Lettonia                                                               | 1 – 2                                                                  | Israele                                                                | Qual. Euro 2012                                                        | -                                                                      | 89’                                                                    |
| 10-8-2011                                                              | Ginevra                                                                | Costa d'Avorio                                                         | 4 – 3                                                                  | Israele                                                                | Amichevole                                                             | -                                                                      |                                                                        |
| 2-9-2011                                                               | Tel Aviv                                                               | Israele                                                                | 0 – 1                                                                  | Grecia                                                                 | Qual. Euro 2012                                                        | -                                                                      | 4’ 54’                                                                 |
| 6-9-2011                                                               | Zagabria                                                               | Croazia                                                                | 3 – 1                                                                  | Israele                                                                | Qual. Euro 2012                                                        | -                                                                      | 45+2’ 68’                                                              |
| 29-2-2012                                                              | Petah Tiqwa                                                            | Israele                                                                | 2 – 3                                                                  | Ucraina                                                                | Amichevole                                                             | -                                                                      | 46’                                                                    |
| 26-5-2012                                                              | Graz                                                                   | Rep. Ceca                                                              | 2 – 1                                                                  | Israele                                                                | Amichevole                                                             | -                                                                      |                                                                        |
| 31-5-2012                                                              | Lipsia                                                                 | Germania                                                               | 2 – 0                                                                  | Israele                                                                | Amichevole                                                             | -                                                                      | 67’                                                                    |
| 26-3-2013                                                              | Belfast                                                                | Irlanda del Nord                                                       | 0 – 2                                                                  | Israele                                                                | Qual. Mondiali 2014                                                    | -                                                                      | 60’                                                                    |
| 2-6-2013                                                               | New York                                                               | Israele                                                                | 2 – 0                                                                  | Honduras                                                               | Amichevole                                                             | -                                                                      | 32’ 70’                                                                |
| 7-9-2013                                                               | Ramat Gan                                                              | Israele                                                                | 1 – 1                                                                  | Azerbaigian                                                            | Qual. Mondiali 2014                                                    | -                                                                      | 62’                                                                    |
| 10-9-2013                                                              | San Pietroburgo                                                        | Russia                                                                 | 3 – 1                                                                  | Israele                                                                | Qual. Mondiali 2014                                                    | 1                                                                      |                                                                        |
| 11-10-2013                                                             | Lisbona                                                                | Portogallo                                                             | 1 – 1                                                                  | Israele                                                                | Qual. Mondiali 2014                                                    | -                                                                      | 83’                                                                    |
| 15-10-2013                                                             | Ramat Gan                                                              | Israele                                                                | 1 – 1                                                                  | Irlanda del Nord                                                       | Qual. Mondiali 2014                                                    | -                                                                      | 71’                                                                    |
| 5-3-2014                                                               | Netanya                                                                | Israele                                                                | 1 – 3                                                                  | Slovacchia                                                             | Amichevole                                                             | -                                                                      | 57’                                                                    |
| 28-5-2014                                                              | Città del Messico                                                      | Messico                                                                | 3 – 0                                                                  | Israele                                                                | Amichevole                                                             | -                                                                      | Cap. 64’                                                               |
| 1-6-2014                                                               | Houston                                                                | Honduras                                                               | 2 – 4                                                                  | Israele                                                                | Amichevole                                                             | 1                                                                      | 58’                                                                    |
| 10-10-2014                                                             | Strovolos                                                              | Cipro                                                                  | 1 – 2                                                                  | Israele                                                                | Qual. Euro 2016                                                        | -                                                                      |                                                                        |
| 13-10-2014                                                             | Andorra la Vella                                                       | Andorra                                                                | 1 – 4                                                                  | Israele                                                                | Qual. Euro 2016                                                        | -                                                                      | 70’                                                                    |
| 16-11-2014                                                             | Haifa                                                                  | Israele                                                                | 3 – 0                                                                  | Bosnia ed Erzegovina                                                   | Qual. Euro 2016                                                        | 1                                                                      |                                                                        |
| 28-3-2015                                                              | Haifa                                                                  | Israele                                                                | 0 – 3                                                                  | Galles                                                                 | Qual. Euro 2016                                                        | -                                                                      | 70’                                                                    |
| 31-3-2015                                                              | Gerusalemme                                                            | Israele                                                                | 0 – 1                                                                  | Belgio                                                                 | Qual. Euro 2016                                                        | -                                                                      |                                                                        |
| 12-6-2015                                                              | Zenica                                                                 | Bosnia ed Erzegovina                                                   | 3 – 1                                                                  | Israele                                                                | Qual. Euro 2016                                                        | -                                                                      |                                                                        |
| 3-9-2015                                                               | Haifa                                                                  | Israele                                                                | 4 – 0                                                                  | Andorra                                                                | Qual. Euro 2016                                                        | 1                                                                      | 46’                                                                    |
| 6-9-2015                                                               | Cardiff                                                                | Galles                                                                 | 0 – 0                                                                  | Israele                                                                | Qual. Euro 2016                                                        | -                                                                      | 90+3’                                                                  |
| 10-10-2015                                                             | Gerusalemme                                                            | Israele                                                                | 1 – 2                                                                  | Cipro                                                                  | Qual. Euro 2016                                                        | -                                                                      |                                                                        |
| 13-10-2015                                                             | Bruxelles                                                              | Belgio                                                                 | 3 – 1                                                                  | Israele                                                                | Qual. Euro 2016                                                        | -                                                                      |                                                                        |
| 31-5-2016                                                              | Novi Sad                                                               | Serbia                                                                 | 3 – 1                                                                  | Israele                                                                | Amichevole                                                             | 1                                                                      |                                                                        |
| 5-9-2016                                                               | Haifa                                                                  | Israele                                                                | 1 – 3                                                                  | Italia                                                                 | Qual. Mondiali 2018                                                    | -                                                                      | Cap.                                                                   |
| 6-10-2016                                                              | Skopje                                                                 | Macedonia                                                              | 1 – 2                                                                  | Israele                                                                | Qual. Mondiali 2018                                                    | -                                                                      | Cap.                                                                   |
| 9-10-2016                                                              | Gerusalemme                                                            | Israele                                                                | 2 – 1                                                                  | Liechtenstein                                                          | Qual. Mondiali 2018                                                    | -                                                                      | Cap.                                                                   |
| 12-11-2016                                                             | Elbasan                                                                | Albania                                                                | 0 – 3                                                                  | Israele                                                                | Qual. Mondiali 2018                                                    | 1                                                                      | Cap.                                                                   |
| 24-3-2017                                                              | Gijón                                                                  | Spagna                                                                 | 4 – 1                                                                  | Israele                                                                | Qual. Mondiali 2018                                                    | -                                                                      | Cap.                                                                   |
| 6-6-2017                                                               | Netanya                                                                | Israele                                                                | 1 – 1                                                                  | Moldavia                                                               | Amichevole                                                             | -                                                                      | cap. 63’                                                               |
| 11-6-2017                                                              | Haifa                                                                  | Israele                                                                | 0 – 3                                                                  | Albania                                                                | Qual. Mondiali 2018                                                    | -                                                                      | Cap.                                                                   |
| 2-9-2017                                                               | Haifa                                                                  | Israele                                                                | 0 – 1                                                                  | Macedonia                                                              | Qual. Mondiali 2018                                                    | -                                                                      | Cap.                                                                   |
| 7-9-2018                                                               | Elbasan                                                                | Albania                                                                | 1 – 0                                                                  | Israele                                                                | UEFA Nations League 2018-2019 - 1º turno                               | -                                                                      | 47’                                                                    |
| 15-11-2018                                                             | Netanya                                                                | Israele                                                                | 7 – 0                                                                  | Guatemala                                                              | Amichevole                                                             | 1                                                                      | 68’                                                                    |
| 20-11-2018                                                             | Glasgow                                                                | Scozia                                                                 | 3 – 2                                                                  | Israele                                                                | UEFA Nations League 2018-2019 - 1º turno                               | 1                                                                      |                                                                        |
| 21-3-2019                                                              | Haifa                                                                  | Israele                                                                | 1 – 1                                                                  | Slovenia                                                               | Qual. Euro 2020                                                        | 1                                                                      |                                                                        |
| 24-3-2019                                                              | Haifa                                                                  | Israele                                                                | 4 – 2                                                                  | Austria                                                                | Qual. Euro 2020                                                        | 3                                                                      | 55’                                                                    |
| 7-6-2019                                                               | Riga                                                                   | Lettonia                                                               | 0 – 3                                                                  | Israele                                                                | Qual. Euro 2020                                                        | 3                                                                      |                                                                        |
| 10-6-2019                                                              | Varsavia                                                               | Polonia                                                                | 4 – 0                                                                  | Israele                                                                | Qual. Euro 2020                                                        | -                                                                      | 40’                                                                    |
| 5-9-2019                                                               | Be'er Sheva                                                            | Israele                                                                | 1 – 1                                                                  | Macedonia del Nord                                                     | Qual. Euro 2020                                                        | 1                                                                      |                                                                        |
| 9-9-2019                                                               | Lubiana                                                                | Slovenia                                                               | 3 – 2                                                                  | Israele                                                                | Qual. Euro 2020                                                        | 1                                                                      |                                                                        |
| 10-10-2019                                                             | Vienna                                                                 | Austria                                                                | 3 – 1                                                                  | Israele                                                                | Qual. Euro 2020                                                        | 1                                                                      |                                                                        |
| 15-10-2019                                                             | Be'er Sheva                                                            | Israele                                                                | 3 – 1                                                                  | Lettonia                                                               | Qual. Euro 2020                                                        | 1                                                                      |                                                                        |
| 16-11-2019                                                             | Gerusalemme                                                            | Israele                                                                | 1 – 2                                                                  | Polonia                                                                | Qual. Euro 2020                                                        | -                                                                      |                                                                        |
| 19-11-2019                                                             | Skopje                                                                 | Macedonia del Nord                                                     | 1 – 0                                                                  | Israele                                                                | Qual. Euro 2020                                                        | -                                                                      |                                                                        |
| 4-9-2020                                                               | Glasgow                                                                | Scozia                                                                 | 1 – 1                                                                  | Israele                                                                | UEFA Nations League 2020-2021 - 1º turno                               | 1                                                                      |                                                                        |
| 7-9-2020                                                               | Netanya                                                                | Israele                                                                | 1 – 1                                                                  | Slovacchia                                                             | UEFA Nations League 2020-2021 - 1º turno                               | -                                                                      | 70’                                                                    |
| 8-10-2020                                                              | Glasgow                                                                | Scozia                                                                 | 0 – 0 dts (5 – 3 dtr)                                                  | Israele                                                                | Qual. Euro 2020                                                        | -                                                                      |                                                                        |
| 11-10-2020                                                             | Haifa                                                                  | Israele                                                                | 1 – 2                                                                  | Rep. Ceca                                                              | UEFA Nations League 2020-2021 - 1º turno                               | 1                                                                      |                                                                        |
| 14-10-2020                                                             | Trnava                                                                 | Slovacchia                                                             | 2 – 3                                                                  | Israele                                                                | UEFA Nations League 2020-2021 - 1º turno                               | 3                                                                      |                                                                        |
| 15-11-2020                                                             | Plzeň                                                                  | Rep. Ceca                                                              | 1 – 0                                                                  | Israele                                                                | UEFA Nations League 2020-2021 - 1º turno                               | -                                                                      |                                                                        |
| 18-11-2020                                                             | Netanya                                                                | Israele                                                                | 1 – 0                                                                  | Scozia                                                                 | UEFA Nations League 2020-2021 - 1º turno                               | -                                                                      |                                                                        |
| 25-3-2021                                                              | Tel Aviv                                                               | Israele                                                                | 0 – 2                                                                  | Danimarca                                                              | Qual. Mondiali 2022                                                    | -                                                                      |                                                                        |
| 28-3-2021                                                              | Tel Aviv                                                               | Israele                                                                | 1 – 1                                                                  | Scozia                                                                 | Qual. Mondiali 2022                                                    | -                                                                      |                                                                        |
| 31-3-2021                                                              | Chișinău                                                               | Moldavia                                                               | 1 – 4                                                                  | Israele                                                                | Qual. Mondiali 2022                                                    | 1                                                                      | 79’                                                                    |
| 5-6-2021                                                               | Podgorica                                                              | Montenegro                                                             | 1 – 3                                                                  | Israele                                                                | Amichevole                                                             | 1                                                                      |                                                                        |
| 9-6-2021                                                               | Lisbona                                                                | Portogallo                                                             | 4 – 0                                                                  | Israele                                                                | Amichevole                                                             | -                                                                      |                                                                        |
| 1-9-2021                                                               | Tórshavn                                                               | Fær Øer                                                                | 0 – 4                                                                  | Israele                                                                | Qual. Mondiali 2022                                                    | 3                                                                      |                                                                        |
| 4-9-2021                                                               | Haifa                                                                  | Israele                                                                | 5 – 2                                                                  | Austria                                                                | Qual. Mondiali 2022                                                    | 2                                                                      |                                                                        |
| 7-9-2021                                                               | Copenaghen                                                             | Danimarca                                                              | 5 – 0                                                                  | Israele                                                                | Qual. Mondiali 2022                                                    | -                                                                      |                                                                        |
| 9-10-2021                                                              | Glasgow                                                                | Scozia                                                                 | 3 – 2                                                                  | Israele                                                                | Qual. Mondiali 2022                                                    | 1                                                                      | 57’                                                                    |
| 12-10-2021                                                             | Be'er Sheva                                                            | Israele                                                                | 2 – 1                                                                  | Moldavia                                                               | Qual. Mondiali 2022                                                    | 1                                                                      |                                                                        |
| 12-11-2021                                                             | Klagenfurt am Wörthersee                                               | Austria                                                                | 4 – 2                                                                  | Israele                                                                | Qual. Mondiali 2022                                                    | -                                                                      | 64’                                                                    |
| 12-11-2023                                                             | Prishtina                                                              | Kosovo                                                                 | 1 – 0                                                                  | Israele                                                                | Qual. Euro 2024                                                        | -                                                                      |                                                                        |
| 15-11-2023                                                             | Felcsút                                                                | Israele                                                                | 1 – 1                                                                  | Svizzera                                                               | Qual. Euro 2024                                                        | -                                                                      | 65’                                                                    |
| 18-11-2023                                                             | Felcsút                                                                | Israele                                                                | 1 – 2                                                                  | Romania                                                                | Qual. Euro 2024                                                        | 1                                                                      | 90+1’                                                                  |
| 21-3-2024                                                              | Budapest                                                               | Israele                                                                | 1 – 4                                                                  | Islanda                                                                | Qual. Euro 2024                                                        | 1                                                                      | 73’                                                                    |
| Totale                                                                 |                                                                        | Presenze                                                               | 74                                                                     |                                                                        | Reti (1º posto)                                                        | 35                                                                     |                                                                        |

## Palmarès

### Club

#### Competizioni nazionali
- Campionato israeliano: 6

Hapoel Tel Aviv: 2009-2010
Maccabi Tel Aviv: 2012-2013, 2013-2014, 2014-2015, 2023-2024, 2024-2025
- Coppa di Israele: 3

Hapoel Tel Aviv: 2009-2010, 2010-2011
Maccabi Tel Aviv: 2014-2015
- Coppa Toto: 3

Maccabi Tel Aviv: 2014-2015, 2023-2024, 2024-2025
- Supercoppa dei Paesi Bassi: 1

PSV: 2021
- Coppa dei Paesi Bassi: 1

PSV: 2021-2022
- Supercoppa d'Israele: 1

Maccabi Tel Aviv: 2024

### Individuale
- Capocannoniere del campionato israeliano: 4

2013-2014 (29 goal), 2014-2015 (27 goal), 2015-2016 (35 goal) 2023-2024 (20 goal)
- Capocannoniere della Chinese Super League: 2

2017 (27 goal), 2019 (29 goal)
- Miglior giocatore della Chinese Super League: 1

2017